# ونکویتسا
ونکویتسا (به لاتین: Łękwica) یک روستا در لهستان است که در گمینا سووپسک واقع شده‌است. ونکویتسا ۶۰ نفر جمعیت دارد.